# Eguisheim
Eguisheim je francouzská vinařská obec v departementu Haut-Rhin v regionu Grand Est. V roce 2017 zde žilo 1 726 obyvatel.

## Historie
V 11. století zde vévodové z Alsaska vybudovali hrad. V roce 1257 byl obec opevněna kulatou ochrannou zdí a uvnitř vzniklo několik okruhů soustředných ulic.
V roce 1102 se v obci narodil budoucí papež Lev IX.

## Turismus
Eguisheim je hojně turisticky navštěvovaný – zájem přitahují úzké středověké uličky na soustředném půdorysu, lemované barevnými hrázděnými domy. Prochází tudy Alsaská vinná stezka.
V roce 2013 získala obec titul Nejoblíbenější vesnice Francouzů (Village Préféré des Français). Je také členem sdružení Nejkrásnější vesnice Francie (Les Plus Beaux Villages de France).